# Alexandru Onică
Alexandru Onică (n. 25 iulie, 1984) este un fotbalist moldovean care în prezent evoluează la clubul Neftchi Farg'ona în Prima Ligă Uzbecă. Anterior a mai jucat la câteva cluburi din Republica Moldova, Rusia și Ucraina. Alexandru Onică a jucat 6 meciuri pentru echipa națională de fotbal a Republicii Moldova și fost desemnat cel mai bun mijlocaș al campionatului Republicii Moldova în anul 2009.